# Lista planetelor minore/1901–2000
Aceasta este Lista planetelor minore/1901–2000; pentru a naviga prin lista completă vezi Lista planetelor minore.
Pentru ale detalii vezi și Proiect:Astronomie sau Portal:Astronomie.
| Nume                  | Denumire provizorie | Data descoperirii  | Locul descoperirii      | Descoperitor(i)                                        |
| --------------------- | ------------------- | ------------------ | ----------------------- | ------------------------------------------------------ |
| 1901 Moravia          | 1972 AD             | 14 ianuarie 1972   | Hamburg-Bergedorf       | L. Kohoutek                                            |
| 1902 Shaposhnikov     | 1972 HU             | 18 aprilie 1972    | Nauchnij⁠(d)             | T. M. Smirnova                                         |
| 1903 Adzhimushkaj     | 1972 JL             | 9 mai 1972         | Nauchnij                | T. M. Smirnova                                         |
| 1904 Massevitch       | 1972 JM             | 9 mai 1972         | Nauchnij                | T. M. Smirnova                                         |
| 1905 Ambartsumian     | 1972 JZ             | 14 mai 1972        | Nauchnij                | T. M. Smirnova                                         |
| 1906 Naef             | 1972 RC             | 5 septembrie 1972  | Zimmerwald⁠(d)           | P. Wild                                                |
| 1907 Rudneva          | 1972 RC2            | 11 septembrie 1972 | Nauchnij⁠(d)             | N. S. Cernîh                                           |
| 1908 Pobeda           | 1972 RL2            | 11 septembrie 1972 | Nauchnij                | N. S. Cernîh                                           |
| 1909 Alekhin          | 1972 RW2            | 4 septembrie 1972  | Nauchnij                | L. V. Juravliova                                       |
| 1910 Mikhailov        | 1972 TZ1            | 8 octombrie 1972   | Nauchnij                | L. V. Juravliova                                       |
| 1911 Schubart         | 1973 UD             | 25 octombrie 1973  | Zimmerwald⁠(d)           | P. Wild                                                |
| 1912 Anubis           | 6534 P-L            | 24 septembrie 1960 | Palomar                 | C. J. van Houten, I. van Houten-Groeneveld, T. Gehrels |
| 1913 Sekanina         | 1928 SF             | 22 septembrie 1928 | Heidelberg              | K. Reinmuth                                            |
| 1914 Hartbeespoortdam | 1930 SB1            | 28 septembrie 1930 | Johannesburg⁠(d)         | H. van Gent⁠(d)                                         |
| 1915 Quetzálcoatl     | 1953 EA             | 9 martie 1953      | Palomar                 | A. G. Wilson⁠(d)                                        |
| 1916 Boreas           | 1953 RA             | 1 septembrie 1953  | Uccle⁠(d)                | S. J. Arend⁠(d)                                         |
| 1917 Cuyo             | 1968 AA             | 1 ianuarie 1968    | El Leoncito⁠(d)          | C. U. Cesco⁠(d), A. G. Samuel⁠(d)                        |
| 1918 Aiguillon        | 1968 UA             | 19 octombrie 1968  | Bordeaux⁠(d)             | G. Soulié⁠(d)                                           |
| 1919 Clemence         | 1971 SA             | 16 septembrie 1971 | El Leoncito⁠(d)          | J. Gibson⁠(d), C. U. Cesco⁠(d)                           |
| 1920 Sarmiento        | 1971 VO             | 11 noiembrie 1971  | El Leoncito             | J. Gibson, C. U. Cesco                                 |
| 1921 Pala             | 1973 SE             | 20 septembrie 1973 | Palomar                 | T. Gehrels                                             |
| 1922 Zulu             | 1949 HC             | 25 aprilie 1949    | Johannesburg⁠(d)         | E. L. Johnson⁠(d)                                       |
| 1923 Osiris           | 4011 P-L            | 24 septembrie 1960 | Palomar                 | C. J. van Houten, I. van Houten-Groeneveld, T. Gehrels |
| 1924 Horus            | 4023 P-L            | 24 septembrie 1960 | Palomar                 | C. J. van Houten, I. van Houten-Groeneveld, T. Gehrels |
| 1925 Franklin-Adams   | 1934 RY             | 9 septembrie 1934  | Johannesburg⁠(d)         | H. van Gent⁠(d)                                         |
| 1926 Demiddelaer      | 1935 JA             | 2 mai 1935         | Uccle⁠(d)                | E. Delporte                                            |
| 1927 Suvanto          | 1936 FP             | 18 martie 1936     | Turku                   | R. Suvanto                                             |
| 1928 Summa            | 1938 SO             | 21 septembrie 1938 | Turku                   | Y. Väisälä⁠(d)                                          |
| 1929 Kollaa           | 1939 BS             | 20 ianuarie 1939   | Turku                   | Y. Väisälä                                             |
| 1930 Lucifer          | 1964 UA             | 29 octombrie 1964  | USNO Flagstaff⁠(d)       | E. Roemer⁠(d)                                           |
| 1931 Čapek            | 1969 QB             | 22 august 1969     | Hamburg-Bergedorf       | L. Kohoutek                                            |
| 1932 Jansky           | 1971 UB1            | 26 octombrie 1971  | Hamburg-Bergedorf       | L. Kohoutek                                            |
| 1933 Tinchen          | 1972 AC             | 14 ianuarie 1972   | Hamburg-Bergedorf       | L. Kohoutek                                            |
| 1934 Jeffers          | 1972 XB             | 2 decembrie 1972   | Mount Hamilton⁠(d)       | A. R. Klemola⁠(d)                                       |
| 1935 Lucerna          | 1973 RB             | 2 septembrie 1973  | Zimmerwald⁠(d)           | P. Wild                                                |
| 1936 Lugano           | 1973 WD             | 24 noiembrie 1973  | Zimmerwald              | P. Wild                                                |
| 1937 Locarno          | 1973 YA             | 19 decembrie 1973  | Zimmerwald              | P. Wild                                                |
| 1938 Lausanna         | 1974 HC             | 19 aprilie 1974    | Zimmerwald              | P. Wild                                                |
| 1939 Loretta          | 1974 UC             | 17 octombrie 1974  | Palomar                 | C. T. Kowal⁠(d)                                         |
| 1940 Whipple          | 1975 CA             | 2 februarie 1975   | Harvard Observatory⁠(d)  | Harvard Observatory⁠(d)                                 |
| 1941 Wild             | 1931 TN1            | 6 octombrie 1931   | Heidelberg              | K. Reinmuth                                            |
| 1942 Jablunka         | 1972 SA             | 30 septembrie 1972 | Hamburg-Bergedorf       | L. Kohoutek                                            |
| 1943 Anteros          | 1973 EC             | 13 martie 1973     | El Leoncito⁠(d)          | J. Gibson⁠(d)                                           |
| 1944 Günter           | 1925 RA             | 14 septembrie 1925 | Heidelberg              | K. Reinmuth                                            |
| 1945 Wesselink        | 1930 OL             | 22 iulie 1930      | Johannesburg⁠(d)         | H. van Gent⁠(d)                                         |
| 1946 Walraven         | 1931 PH             | 8 august 1931      | Johannesburg            | H. van Gent                                            |
| 1947 Iso-Heikkilä     | 1935 EA             | 4 martie 1935      | Turku                   | Y. Väisälä⁠(d)                                          |
| 1948 Kampala          | 1935 GL             | 3 aprilie 1935     | Johannesburg⁠(d)         | C. Jackson                                             |
| 1949 Messina          | 1936 NE             | 8 iulie 1936       | Johannesburg            | C. Jackson                                             |
| 1950 Wempe            | 1942 EO             | 23 martie 1942     | Heidelberg              | K. Reinmuth                                            |
| 1951 Lick             | 1949 OA             | 26 iulie 1949      | Mount Hamilton⁠(d)       | C. A. Wirtanen⁠(d)                                      |
| 1952 Hesburgh         | 1951 JC             | 3 mai 1951         | Brooklyn⁠(d)             | Indiana University⁠(d)                                  |
| 1953 Rupertwildt      | 1951 UK             | 29 octombrie 1951  | Brooklyn                | Indiana University                                     |
| 1954 Kukarkin         | 1952 PH             | 15 august 1952     | Crimea-Simeis⁠(d)        | P. F. Șain                                             |
| 1955 McMath           | 1963 SR             | 22 septembrie 1963 | Brooklyn⁠(d)             | Indiana University⁠(d)                                  |
| 1956 Artek            | 1969 TX1            | 8 octombrie 1969   | Nauchnij⁠(d)             | L. I. Cernîh                                           |
| 1957 Angara           | 1970 GF             | 1 aprilie 1970     | Nauchnij                | L. I. Cernîh                                           |
| 1958 Chandra          | 1970 SB             | 24 septembrie 1970 | El Leoncito⁠(d)          | C. U. Cesco⁠(d)                                         |
| 1959 Karbyshev        | 1972 NB             | 14 iulie 1972      | Nauchnij⁠(d)             | L. V. Juravliova                                       |
| 1960 Guisan           | 1973 UA             | 25 octombrie 1973  | Zimmerwald⁠(d)           | P. Wild                                                |
| 1961 Dufour           | 1973 WA             | 19 noiembrie 1973  | Zimmerwald              | P. Wild                                                |
| 1962 Dunant           | 1973 WE             | 24 noiembrie 1973  | Zimmerwald              | P. Wild                                                |
| 1963 Bezovec          | 1975 CB             | 9 februarie 1975   | Hamburg-Bergedorf       | L. Kohoutek                                            |
| 1964 Luyten           | 2007 P-L            | 24 septembrie 1960 | Palomar                 | C. J. van Houten, I. van Houten-Groeneveld, T. Gehrels |
| 1965 van de Kamp      | 2521 P-L            | 24 septembrie 1960 | Palomar                 | C. J. van Houten, I. van Houten-Groeneveld, T. Gehrels |
| 1966 Tristan          | 2552 P-L            | 24 septembrie 1960 | Palomar                 | C. J. van Houten, I. van Houten-Groeneveld, T. Gehrels |
| 1967 Menzel           | A905 VC             | 1 noiembrie 1905   | Heidelberg              | M. F. Wolf                                             |
| 1968 Mehltretter      | 1932 BK             | 29 ianuarie 1932   | Heidelberg              | K. Reinmuth                                            |
| 1969 Alain            | 1935 CG             | 3 februarie 1935   | Uccle⁠(d)                | S. J. Arend⁠(d)                                         |
| 1970 Sumeria          | 1954 ER             | 12 martie 1954     | La Plata Observatory⁠(d) | M. Itzigsohn                                           |
| 1971 Hagihara         | 1955 RD1            | 14 septembrie 1955 | Brooklyn⁠(d)             | Indiana University⁠(d)                                  |
| 1972 Yi Xing          | 1964 VQ1            | 9 noiembrie 1964   | Nanking⁠(d)              | Purple Mountain Observatory⁠(d)                         |
| 1973 Colocolo         | 1968 OA             | 18 iulie 1968      | Cerro El Roble⁠(d)       | C. Torres⁠(d), S. Cofre⁠(d)                              |
| 1974 Caupolican       | 1968 OE             | 18 iulie 1968      | Cerro El Roble          | C. Torres, S. Cofre                                    |
| 1975 Pikelner         | 1969 PH             | 11 august 1969     | Nauchnij⁠(d)             | L. I. Cernîh                                           |
| 1976 Kaverin          | 1970 GC             | 1 aprilie 1970     | Nauchnij                | L. I. Cernîh                                           |
| 1977 Shura            | 1970 QY             | 30 august 1970     | Nauchnij                | T. M. Smirnova                                         |
| 1978 Patrice          | 1971 LD             | 13 iunie 1971      | Bickley⁠(d)              | Perth Observatory⁠(d)                                   |
| 1979 Sakharov         | 2006 P-L            | 24 septembrie 1960 | Palomar                 | C. J. van Houten, I. van Houten-Groeneveld, T. Gehrels |
| 1980 Tezcatlipoca     | 1950 LA             | 19 iunie 1950      | Palomar                 | A. G. Wilson⁠(d), Å. A. E. Wallenquist⁠(d)               |
| 1981 Midas            | 1973 EA             | 6 martie 1973      | Palomar                 | C. T. Kowal⁠(d)                                         |
| 1982 Cline            | 1975 VA             | 4 noiembrie 1975   | Palomar                 | E. F. Helin                                            |
| 1983 Bok              | 1975 LB             | 9 iunie 1975       | Tucson                  | E. Roemer⁠(d)                                           |
| 1984 Fedynskij        | 1926 TN             | 10 octombrie 1926  | Crimea-Simeis⁠(d)        | S. I. Beliavskii                                       |
| 1985 Hopmann          | 1929 AE             | 13 ianuarie 1929   | Heidelberg              | K. Reinmuth                                            |
| 1986 Plaut            | 1935 SV1            | 28 septembrie 1935 | Johannesburg⁠(d)         | H. van Gent⁠(d)                                         |
| 1987 Kaplan           | 1952 RH             | 11 septembrie 1952 | Crimea-Simeis⁠(d)        | P. F. Șain                                             |
| 1988 Delores          | 1952 SV             | 28 septembrie 1952 | Brooklyn⁠(d)             | Indiana University⁠(d)                                  |
| 1989 Tatry            | 1955 FG             | 20 martie 1955     | Skalnaté Pleso⁠(d)       | A. Paroubek                                            |
| 1990 Pilcher          | 1956 EE             | 9 martie 1956      | Heidelberg              | K. Reinmuth                                            |
| 1991 Darwin           | 1967 JL             | 6 mai 1967         | El Leoncito⁠(d)          | C. U. Cesco⁠(d), A. R. Klemola⁠(d)                       |
| 1992 Galvarino        | 1968 OD             | 18 iulie 1968      | Cerro El Roble⁠(d)       | C. Torres⁠(d), S. Cofre⁠(d)                              |
| 1993 Guacolda         | 1968 OH1            | 25 iulie 1968      | Cerro El Roble          | G. A. Pliughin, I. A. Beliaev                          |
| 1994 Shane            | 1961 TE             | 4 octombrie 1961   | Brooklyn⁠(d)             | Indiana University⁠(d)                                  |
| 1995 Hajek            | 1971 UP1            | 26 octombrie 1971  | Hamburg-Bergedorf       | L. Kohoutek                                            |
| 1996 Adams            | 1961 UA             | 16 octombrie 1961  | Brooklyn⁠(d)             | Indiana University⁠(d)                                  |
| 1997 Leverrier        | 1963 RC             | 14 septembrie 1963 | Brooklyn                | Indiana University                                     |
| 1998 Titius           | 1938 DX1            | 24 februarie 1938  | Heidelberg              | A. Bohrmann⁠(d)                                         |
| 1999 Hirayama         | 1973 DR             | 27 februarie 1973  | Hamburg-Bergedorf       | L. Kohoutek                                            |
| 2000 Herschel         | 1960 OA             | 29 iulie 1960      | Sonneberg⁠(d)            | J. Schubart⁠(d)                                         |